# Malato sintasi
La malato sintasi è un enzima appartenente alla classe delle transferasi, che catalizza la seguente reazione:
acetil-CoA + H2O + gliossilato ⇄ (S)-malato + CoA